# R-Stoff
 (décembre 2022).
Si vous disposez d'ouvrages ou d'articles de référence ou si vous connaissez des sites web de qualité traitant du thème abordé ici, merci de compléter l'article en donnant les références utiles à sa vérifiabilité et en les liant à la section « Notes et références ».
Le R-Stoff, en français : « substance R », était le nom donné par les ingénieurs allemands pendant la Seconde Guerre mondiale à un mélange de 57 % de xylidine H2N-C6H3(CH3)2 et 43 % de triéthylamine N(CH2CH3)3 (fractions massiques). 

## Utilisation
Le R-Stoff était utilisé comme ergol combustible dans les recherches sur la propulsion des fusées, mais était difficile à maîtriser car les propriétés du mélange varient sensiblement en fonction de la température et des conditions d'utilisation.
Le R-Stoff est à l'origine du carburant Tonka-250 utilisé notamment dans les missiles soviétiques Scud B datant des années 1960 et encore utilisés dans les années 1990.